# The Middle
Pour les articles homonymes, voir Middle.
The Middle est une série télévisée américaine en 215 épisodes de 22 minutes créée et produite par Eileen Heisler et DeAnn Heline et diffusée entre le 30 septembre 2009 et le 22 mai 2018 sur le réseau ABC, et sur Citytv au Canada à partir de la troisième saison.
En France, la série a été diffusée du 3 septembre 2010 au 18 janvier 2019 sur la chaîne à péage Comédie+ ainsi qu'en clair depuis le 13 décembre 2012 sur Chérie 25 et depuis le 18 avril 2015 sur NRJ 12, et depuis le 1 mars 2025 sur Gulli. En Suisse, depuis le 20 novembre 2010 sur RTS Un et depuis le 30 avril 2013 sur RTS Deux (dès la saison 2).

## Synopsis
Frankie et son mari Mike ont vécu toute leur vie à Orson, une petite ville fictive de l'Indiana. Mike est manager dans une carrière alors que Frankie est une des vendeuses de voitures d'occasion les moins douées de la planète avant de devenir assistante dans un cabinet dentaire. Elle n'est certes pas une talentueuse femme d'affaires, mais elle fait tout ce qu'elle peut pour aider sa famille. Entre Axel, son fils fainéant, Sue, sa fille qui rate tout, et Brick, son fils certes très intelligent mais tout aussi bizarre, elle n'a pas la vie facile. Au cours de ces 215 épisodes, nous découvrons la vie de cette famille de façon humoristique.

## Distribution

### Acteurs principaux
- Patricia Heaton (VF : Véronique Augereau) : Frances « Frankie » Heck, la mère de la famille
- Neil Flynn (VF : Marc Alfos (saison 1 à saison 2, ép. 16), Patrick Béthune (saison 2, ép. 17 à saison 8[8]) puis Michel Vigné (saison 9)) : Mike Heck, le mari de Frankie, et donc le père de la famille
- Charlie McDermott (VF : Olivier Martret) : Axel Heck, l'ado fainéant de la famille
- Eden Sher (VF : Olivia Luccioni) : Sue Heck, la fille peu douée de la famille
- Atticus Shaffer (VF : Tom Trouffier) : Brick Heck, le plus jeune fils surdoué

### Acteurs secondaires
- Daniela Bobadilla (VF : Lisa Caruso) : Lexie Brooks, colocataire de Sue à l'université et petite amie d'Axl (récurrent saisons 7 à 9)
- Casey Burke (VF : Clara Quilichini) : Cindy Hornberger, la petite amie de Brick (récurrent à partir du 6.3 à saison 9)
- Chris Kattan (VF : Mark Lesser) : Bob, le meilleur ami de Frankie au travail (régulier saisons 1 à 3, invité saisons 4 et 5)
- Brian Doyle-Murray (VF : Vincent Grass) : M. Ehlert, le patron de la concession automobile dans laquelle travaillent Frankie et Bob (régulier saisons 1 et 2, récurrent depuis saison 3)
- Brock Ciarlelli (VF : Adrien Jolivet) : Brad Bottig, ami de Sue (régulier à partir de la saison 1)
- Blaine Saunders (VF : Leslie Lipkins) : Carly, meilleure amie de Sue (régulier à partir de la saison 1, invitée saisons 6 et 9)
- Gia Mantegna (VF : Laëtitia Coryn) : Devin Levin, petite amie d'Axl (à partir de la saison 6)
- Jen Ray (VF : Anne Mathot) : Nancy Donahue, voisine des Heck (récurrente à partir de la saison 1)
- Beau Wirick (en) (VF : Nicolas Koretzky (saisons 1 à 7) puis Tristan Petitgirard (saisons 8-9)) : Sean Donahue, meilleur ami d'Axl (récurrent à partir de la saison 1)
- Marsha Mason (VF : Évelyn Séléna (saisons 1 à 4) puis Michèle Bardollet (saisons 5 à 9)) : Pat Spence, la mère de Frankie et Janet (récurrent saisons 1 à 7 et 9)
- Jerry Van Dyke (VF : Jean-François Laley) : : Tag Spence, le père de Frankie et Janet (récurrent saisons 2 à 6)
- Molly Shannon (VF : Danièle Douet) : Janet, la sœur de Frankie (récurrent saisons 1 à 4)
- John Cullum (VF : Michel Ruhl) : « Big Mike », le père de Mike (récurrent à partir de la saison 1)
- Norm Macdonald (VF : Philippe Peythieu) : Rusty, le frère de Mike (récurrent saisons 2 à 9)
- Jeanette Miller (en) (VF : Lucie Dolène) : Tante Edie (récurrente saisons 1 à 4 (décès personnage mentionné en saison 6))
- Frances Bay : Tante Ginny Spence (récurrent saisons 1 et 2)
- Julie Brown (VF : Régine Teyssot) : Paula Norwood, voisine des Heck (récurrente saison 5)
- Pat Finn (en) (VF : Bertrand Dingé) : Bill Norwood, voisin des Heck (récurrent saison 4)
- John Gammon (VF : Stanislas Forlani) : Darrin, ami d'Axl et petit-ami de Sue (récurrent à partir de la saison 1)
- Thomas F. Duffy : Jack Meenahan, voisin des Heck
- Paul Hipp (VF : Thomas Roditi) : le révérend Timothy Thomas dit « TimTom » (récurrent à partir de la saison 1)
- Brooke Shields (VF : Déborah Perret) : Rita Glossner, mère des garçons Glossner (récurrent à partir de la saison 1)
- Gabriel Basso : Rodney Glossner
- David Chandler VII : Derrick Glossner (invité saisons 1, 2, 4, 5)
- Parker Bolek (it) : Wade Glossner (récurrent saisons 1, 2 et 5)
- Gibson Bobby Sjobeck : Diaper Glossner (récurrent saisons 1 et 5)
- Jack McBrayer (VF : Hervé Rey) : Dr Ted Goodwin, le dentiste en chef de Frankie (récurrent saisons 4 et 5)
- Andrew J. Fishman : Zack, ami de Brick (invité saisons 1 à 4)
- Peter Breitmayer (VF : Michel Voletti) : Pete, vendeur à la concession automobile
- Moises Arias : Matt, garçon de l'école dans l'équipe de lutte, ex-petit ami de Sue
- Katlin Mastandrea (en) (VF : Gwenaëlle Jegou) : Weird Ashley, étudiante amoureuse d'Axl
- Grace Bannon : Ruth, dans l'équipe de lutte de Sue (récurrent saisons 4 à 6)
- Dierk Torsek : le révérend Hayver (récurrent saisons 1 à 5)
- Ginny McMath : la mère de Darrin (récurrent saisons 3 et 6)
- Galadriel Stineman : Cassidy Finch, petite-amie d'Axl (récurrent saisons 4 et 5)
- Alphonso McAuley (en) (VF : Gauthier Battoue) : Hutch, colocataire d'Axl à l'université (récurrent saisons 5 à 7)
- Tommy Bechtold : (VF : Christophe Lemoine) Kenny, colocataire d'Axl à l'université
- Dave Foley (VF : Philippe Siboulet) : Dr Fulton, psychologue de Brick (6.18)
- Jane Kober (VF : Rebecca Finet) : Belinda, manager de Chop Suey USA (6.20)
- Jimmy Bellinger (VF : Maxime Baudouin) : Edwin, manager de Sue chez Spudsy (6.20)
- Brooke Dillman (en) (VF : Brigitte Virtudes) : Coach Tink Babbitt (6.21)
- David Hull (VF : Emmanuel Garijo) : Logan, le mannequin de la boutique A&F (6.22 et récurrent saison 7)
- Laura Jean Salerno (VF : Magali Rosenzweig) : Hôtesse du salon de thé (6.23)
- Lyndon Smith (en) (VF : Ingrid Donnadieu) : Holly Haypek, la colocataire de chambre de Sue à l'université

### Invités
- Alexa Vega (VF : Cécile Nodie) : Morgan, ex-petite amie d'Axl (1.17 et 1.21)
- Amy Sedaris (VF : Patricia Legrand) : Abby Michaels (1.18)
- Betty White (VF : Monique Thierry) : Mme Nethercott, la chef de la bibliothèque de l'école de Brick (1.24)
- Doris Roberts (VF : Perrette Pradier) : Mme Rinsky, professeure de 3e de Brick (invitée saison 2)
- Ray Romano (VF : Lionel Tua) : Nicky Kohlbrenner (3.02)
- Edward Asner (VF : Richard Leblond) : Ben (3.19)
- Whoopi Goldberg (VF : Marie-Christine Darah) : Jane Marsh (3.21)
- Jane Kaczmarek (VF : Marion Game) : le professeur de soins dentaires de Frankie (4.07)
- Rick Harrison : l'employé d'une boutique de prêt sur gages (invité saison 4.07)
- Marion Ross : la directrice-adjointe de l'école primaire de Brick (4.24)
- Sam Lloyd (VF : Denis Boileau) : le professeur dans l'école primaire de Brick (4.06, 4.16 et 4.23)
- Rachel Dratch : Mme Barke (5.03)
- Richard Kind (VF : Stéphane Bazin) : Dr Niller (6.01)
- Jimmy Kimmel : lui-même (invité saison 6)
- Kirstie Alley : Pam Staggs, ancienne amie de Frankie (invitée saison 6)
- Jim Beaver : M. Stokes (4.20)
- Lauren Lapkus : Cashier (2.21)
- Dick Van Dyke (VF : Bernard Tiphaine) : Dutch Spence, le frère de Tag (6.21)
- Alan Ruck : Jack Kershaw (7.12 et 7.14)
Version française
  - Société de doublage : TVS[8],[9]
  - Direction artistique : Hervé Rey[8],[9]
  - Adaptation des dialogues : Laurence Fattelay, Rodolph Freytt et Olivier Lips[9]

 Source et légende : version française (VF) sur RS Doublage et Doublage Séries Database

## Personnages

### Famille Heck
- Frances « Frankie » : Mère de famille héroïque, mais également négligente, Frankie travaille comme vendeuse chez un concessionnaire automobile. Elle fait très peu de ventes, ce qui la menace d'un licenciement. Elle finira tout de même par se faire licencier et choisira une nouvelle carrière en reprenant ses études. Elle finira comme assistante dentaire.
- Mike : Père de famille peu communicant, Mike travaille comme contremaître dans une carrière. Il est du genre strict, mais laisse ses enfants gérer leur vie comme ils l'entendent. On apprendra qu'il n'est pas aussi dur qu'il le montre, surtout quand il en vient à s'occuper d'un chat à la carrière.
- Axel[10]: Il est l'enfant aîné de la famille, relativement nonchalant mais chanceux, il se complaît à vivre au jour le jour et apprécie de ridiculiser sa sœur Sue. Comme de nombreux garçons de son âge il est très intéressé par les filles et ne veut pas que sa sœur lui gâche sa réputation.
- Sue : Adolescente malchanceuse mais toujours optimiste, Sue tente tout ce qu'elle peut pour devenir populaire au lycée, et rêve de devenir pom-pom girl.
- Brick : Il est l'enfant « intelligent » de la famille. Il est atteint de palilalie. Passionné de lecture, il est relativement asocial, ce qui conduit Frankie à l'inscrire à un groupe de compétences sociales.

## Production

### Développement
Le 15 mai 2009, le réseau ABC annonce officiellement après le visionnage du pilote, la commande du projet de série,. Puis le 9 juin 2009, la chaîne annonce la date de diffusion au 30 septembre 2009,.
Le 8 octobre 2009, ABC commande une saison complète de 22 épisodes,, avant de commander deux épisodes supplémentaires, portant finalement la saison à 24 épisodes.
Le 12 janvier 2010, la série est officiellement renouvelée pour une seconde saison lors du traditionnel TCA Press Winter,.
Le 10 janvier 2011, la série obtient une troisième saison par ABC lors du TCA Press Winter,.
Lors des Upfronts 2012, le réseau ABC annonce le renouvellement de la série pour une quatrième saison.
Le 10 mai 2013, la série a été renouvelée pour une cinquième saison par ABC.
Le 8 mai 2014, elle a été renouvelée par ABC pour une sixième saison.
Le 7 mai 2015, ABC renouvelle la série pour une septième saison de 22 épisodes mais la participation de Charlie McDermott (Axl Heck dans la série) n'était pas encore assurée. En février 2015, son contrat touchant à sa fin, l'acteur en profita pour intégrer la distribution de la série Super Clyde dans laquelle il devait tenir le premier rôle. Finalement, après visionnage du pilote, CBS ne retiendra pas le projet. En août 2015, Charlie McDermott confirme qu'il a signé avec ABC pour une saison supplémentaire.
Puis mi-novembre 2015, la chaîne commande deux épisodes supplémentaires portant finalement la saison à 24 épisodes.
Le 3 mars 2016, ABC annonce le renouvellement de la série pour une huitième saison.
Le 25 janvier 2017, ABC annonce la reconduction de la série pour une neuvième saison, de 22 épisodes.
Le 2 août 2017, ABC annonce que la neuvième saison sera la dernière. Le 6 novembre 2017, ABC commande deux épisodes supplémentaire, portant la saison à 24 épisodes.

### Tournage
La série est tournée à Burbank en Californie, aux États-Unis, au Warner Bros. Ranch.

### Fiche technique
- Titre original et français : The Middle
- Création : Eileen Heisler et DeAnn Heline
- Réalisation : Eileen Heisler et DeAnn Heline
- Scénario : Eileen Heisler et DeAnn Heline
- Direction artistique :
- Décors : Julie Kaye Fanton
- Costumes : Julia Caston
- Photographie : Steven V. Silver
- Montage : Peter Chakos
- Musique : Joey Newman
- Casting : G. Charles Wright et Deborah Barylski
- Production : Eileen Heisler et DeAnn Heline
- Sociétés de production : Blackie and Blondie Productions et Warner Bros. Television
- Sociétés de distribution (télévision) : ABC (États-Unis)
- Pays d'origine :  États-Unis
- Langue originale : anglais
- Format : couleur - 1,78:1 - son Dolby Digital
- Genre : sitcom
- Durée : 22 minutes

 Sauf indication contraire, les informations mentionnées dans cette section peuvent être confirmées par la base de données cinématographiques IMDb,  présente dans la section « Liens externes ».

### Diffusion internationale
- En version originale
 États-Unis : 30 septembre 2009 sur ABC
 Canada : 21 septembre 2011 sur Citytv
 Australie : 7 décembre 2009 sur Nine Network
 Nouvelle-Zélande : 17 janvier 2010
 Royaume-Uni : 29 août 2010 sur Sky1
En version française
 France : 3 septembre 2010 sur Comédie+ et le 12 décembre 2012 sur Chérie 25 et Nrj 12
 Suisse : 20 novembre 2010 sur RTS Un et le 30 avril 2013 sur RTS Deux

## Épisodes
| Saison | Saison | Épisodes | Diffusion originale | Diffusion originale |
| Saison | Saison | Épisodes | Début de saison     | Fin de saison       |
| ------ | ------ | -------- | ------------------- | ------------------- |
|        | 1      | 24       | 30 septembre 2009   | 19 mai 2010         |
|        | 2      | 24       | 22 septembre 2010   | 25 mai 2011         |
|        | 3      | 24       | 21 septembre 2011   | 23 mai 2012         |
|        | 4      | 24       | 26 septembre 2012   | 22 mai 2013         |
|        | 5      | 24       | 25 septembre 2013   | 21 mai 2014         |
|        | 6      | 24       | 24 septembre 2014   | 13 mai 2015         |
|        | 7      | 24       | 23 septembre 2015   | 18 mai 2016         |
|        | 8      | 23       | 11 octobre 2016     | 16 mai 2017         |
|        | 9      | 24       | 3 octobre 2017      | 22 mai 2018         |

### Audiences

#### Aux États-Unis
Le 30 septembre 2009, ABC diffuse l'épisode pilote, qui parvient à rassembler 8,71 millions de téléspectateurs avec un taux de 2,6 % sur les 18-49 ans, soit un bon lancement . Au fil des semaines les audiences oscillient entre 6 et 7 millions de téléspectateurs jusqu'au final qui réalise une bonne audience avec 7,56 millions de téléspectateurs et un taux de 2,5 % sur les 18-49 ans. Cette première saison réunit en moyenne 6,91 millions de téléspectateurs.
Ensuite lors de son retour pour sa deuxième saison le 22 septembre 2010, la série effectue un retour supérieur par rapport à la saison avec 8,80 millions de téléspectateurs et un taux de 2,8 % sur les 18-49 ans. Puis les audiences ne cessent d'augmenter en effectuant des scores variant entre 8 et 9,30 millions de téléspectateurs. Lors de son retour en janvier 2011 la série continue dans son élan en réalisant sa meilleure audience depuis le lancement de la série avec 10,09 millions de téléspectateurs et un taux de 3,0 % sur les 18/49 ans. Cette deuxième saison parvient à faire mieux que la première saison en réunissant en moyenne 8,20 millions de téléspectateurs.
Le 21 septembre 2011, le premier épisode de la saison 3 réalise le meilleur démarrage de la série en réunissant 9,74 millions de téléspectateurs avec un taux de 3,1 % sur la cible fétiche des annonceurs. Puis semaine après semaine la série rassemble près de 9 millions de téléspectateurs jusqu'au septième épisode de la saison spéciale Halloween qui effectue la meilleure audience de la série à ce jour avec, 10,16 millions de téléspectateurs et un taux record de 3,2 % sur le 18/49 ans. Ainsi la saison a réuni en moyenne 8,40 millions de téléspectateurs ce qui fait de cette saison la plus suivie.
Lors de son retour pour une quatrième saison, la série réunit 9,16 millions de téléspectateurs et réalise un taux de 2,9 % sur la cible fétiche des annonceurs, soit le deuxième meilleure retour la sitcom à ce jour. Ensuite les audiences se varient entre 7 et 8 millions de téléspectateurs pour réunir en moyenne 8,00 millions de téléspectateurs pour cette saison 4.
La cinquième saison, revient avec ses fidèles devant 8,94 millions de téléspectateurs et un taux de 2,5 % sur les 18/49 ans. Au cours de la saison réunit toujours entre 7 et 9 millions de téléspectateurs. La moyenne de la saison 5 s'établit à 7,80 millions de téléspectateurs soit un léger repli par rapport à la saison précédente.
La sixième saison, démarre en retrait avec 7,59 millions de téléspectateurs et 2,2 % sur la cible commerciale La sixième saison a réuni en moyenne 7,60 millions de fidèles, soit un retrait de 200 000 téléspectateurs sur 1 an.
Le 23 septembre 2015, la septième saison revient en hausse sur le public global avec 8,01 millions de téléspectateurs, mais en légère baisse sur les 18/49 ans avec 2,1 %. La série perd du terrain par rapport aux saisons précédentes en rassemblant en moyenne pour cette septième saison 7,30 millions de fidèles soit un égarement de 300 000 personnes. Pour la saison 2015 - 2016, The Middle se hisse à la 20e position du classement des séries les plus regardées aux États-Unis. Parmi les autres séries diffusées sur ABC, seules les séries Grey's Anatomy et Modern Family font mieux.
Audiences américaines moyennes par saison??
| Saison | Nombre d'épisodes | Jour et heure de diffusion                                                                          | Diffusion originale sur ABC | Diffusion originale sur ABC | Année     | Audience moyenne (en millions) | Audience moyenne (en millions) | Audience moyenne (en millions) |
| Saison | Nombre d'épisodes | Jour et heure de diffusion                                                                          | Début de saison             | Fin de saison               | Année     | Première                       | Finale                         | Moyenne                        |
| ------ | ----------------- | --------------------------------------------------------------------------------------------------- | --------------------------- | --------------------------- | --------- | ------------------------------ | ------------------------------ | ------------------------------ |
| 1      | 24                | Mercredi 20 h 30 (30 septembre 2009 – 9 décembre 2009) Mercredi 20 h (6 janvier 2010 – 19 mai 2010) | 30 septembre 2009           | 19 mai 2010                 | 2009-2010 | 8.71                           | 7.56                           | 6.91                           |
| 2      | 24                | Mercredi 20 h                                                                                       | 22 septembre 2010           | 25 mai 2011                 | 2010-2011 | 8.80                           | 7.33                           | 8.20                           |
| 3      | 24                | Mercredi 20 h                                                                                       | 21 septembre 2011           | 23 mai 2012                 | 2011-2012 | 9.74                           | 6.52                           | 8.40                           |
| 4      | 24                | Mercredi 20 h                                                                                       | 26 septembre 2012           | 22 mai 2013                 | 2012-2013 | 9.16                           | 7.70                           | 8.00                           |
| 5      | 24                | Mercredi 20 h                                                                                       | 25 septembre 2013           | 21 mai 2014                 | 2013-2014 | 8.94                           | 7.85                           | 7.80                           |
| 6      | 24                | Mercredi 20 h                                                                                       | 24 septembre 2014           | 13 mai 2015                 | 2014-2015 | 7.59                           | 7.03                           | 7.60                           |
| 7      | 24                | Mercredi 20 h                                                                                       | 23 septembre 2015           | 18 mai 2016                 | 2015-2016 | 8.21                           | 6.73                           | 7.30                           |
| 8      | 23                | Mardi 20 h                                                                                          | 11 octobre 2016             | 16 mai 2017                 | 2016-2017 | 6.78                           | 5.27                           | 6.00                           |
| 9      | 24                | Mardi 20 h                                                                                          | 6 octobre 2017              | 22 mai 2018                 | 2017-2018 | 6.21                           | 7.09                           | 6.10                           |

## Produits dérivés

### Spin-Off
Le 30 mai 2018, il fut rapporté du site Variety qu'un spin-off serait envisagé après l'arrêt de la série Roseanne. Deux mois plus tard, dans une interview consacré au site TVLine, Eden Sher révèle que la chaîne ABC a commandé un pilote du potentiel spin-off. Il fut noté que le potentiel spin-off se déroulerait quelques années plus tard après l'arrêt de The Middle et suivrait les aventures du personnage de Sue Heck devenu adulte. Le spin-off est officiellement commandé le 13 août 2018 basé sur l'histoire de l'éternelle optimiste Sue Heck ayant quitté la petite ville d'Orson pour vivre sa vie de jeune adulte dans la grande ville de Chicago. Le 5 octobre 2018 fut annoncé que la série s'intitulerait Sue Sue in the City et que le personnage de Brad Bottig interprété par Brock Ciarlleli se joignait au casting principal.
ABC fait cependant machine arrière avec Sue Sue in the City. Alors qu’un pilote était officiellement commandé en août 2018, le spin-off de The Middle est annulé sans réelle raison.

### Sorties DVD
| Intitulé du coffret   | Nombre d'épisodes | Dates de sortie     | Dates de sortie | Nombre de disques | Société de distribution |
| Intitulé du coffret   | Nombre d'épisodes | États-Unis (Zone 1) | France (Zone 2) | Nombre de disques | Société de distribution |
| --------------------- | ----------------- | ------------------- | --------------- | ----------------- | ----------------------- |
| The Middle - Saison 1 | 24                | 31 août 2010        | indéterminées   | 3                 | Warner Home Video       |
| The Middle - Saison 2 | 24                | 20 septembre 2011   | indéterminées   | 3                 | Warner Home Video       |
| The Middle - Saison 3 | 24                | 8 octobre 2013      | indéterminées   | 3                 | Warner Home Video       |
| The Middle - Saison 4 | 24                | 25 février 2014     | indéterminées   | 3                 | Warner Home Video       |
| The Middle - Saison 5 | 24                | 7 octobre 2014      | indéterminées   | 3                 | Warner Home Video       |
| The Middle - Saison 6 | 24                | 27 octobre 2015     | indéterminées   | 3                 | Warner Home Video       |
| The Middle - Saison 7 | 24                | 15 novembre 2016    | indéterminées   | 3                 | Warner Home Video       |
| The Middle - Saison 8 | 23                | 15 août 2017        | indéterminées   | 3                 | Warner Home Video       |
| The Middle - Saison 9 | 24                | 11 septembre 2018   | indéterminées   | 3                 | Warner Home Video       |

### Réception critique
La série a reçu des critiques très positives, avec de bonnes audiences. Elle a été renouvelée pour une saison complète après seulement deux épisodes. Elle est souvent comparée à la série Malcolm par rapport à la similitude des sujets abordés et par son titre (Malcolm in the Middle en version originale).

### Distinctions

#### Récompenses
- 2013 : Critics' Choice Television Awards : Meilleure actrice dans un second rôle dans une série comique pour Eden Sher